# William Kenyon-Slaney
William Slaney Kenyon-Slaney (Rajkot, 24 agosto 1847 – 21 aprile 1908) è stato un politico e calciatore inglese, di ruolo attaccante.

## Carriera

### Club
L'8 marzo del 1873, a Londra, contro la Scozia, realizza le reti del 1-0 e del 3-2 nel definitivo 4-2 finale a favore dell'Inghilterra. La rete dell'1-0 passa alla storia come la prima rete della Nazionale inglese in incontri internazionali riconosciuti ufficialmente. Diviene inoltre il primo calciatore della storia della Nazionale inglese a segnare una doppietta in un incontro internazionale.

## Palmarès

### Club

#### Competizioni nazionali
- Coppa d'Inghilterra: 1

Wanderers: 1872-1873